# Dyofysitism
Dyofysitism (grekiska δύο, ’två’, och φύσις, ’natur’), ibland kallad tvånatursläran, är inom kristologin läran att Kristus har två naturer, en gudomlig och en mänsklig. Läran är en reaktion mot nestorianismen, som kom i ljuset under konciliet i Efesus 431 och eutychianismen som diskuterades vid konciliet i Chalkedon 451.